# Centre national d'investigations numériques
Le Centre National d'Investigations Numériques (CNIN) est une structure mise en place par le gouvernement béninois dans le but de lutter plus efficacement contre la cybercriminalité. Son but est d'assurer la sécurité du cyberespace du Bénin. 
Il englobe, en plus d'autres prérogatives, les attributions actuellement dévolues à l'Office central de répression de la cybercriminalité et se voit confier des missions élargies, englobant en partie celles du pôle Sécurité Numérique de l'Agence des systèmes d'information et du numérique (ASIN), notamment les missions liées à la lutte contre la cybercriminalité.

## Historique
Le CNIN voit le jour au terme du conseil des ministres du mercredi 29 novembre 2023. En créant cette nouvelle entité, le gouvernement béninois s'engage à accroître ostensiblement l'efficacité de toutes les investigations liées à l'utilisation des nouvelles technologies,. La CNIN reprend les attributions de l'OCRC et de l'Agence Nationale de Sécurité des Systèmes d'Information (ANSSI) devenue le pôle sécurité Numérique de l'Agence des systèmes d'information et du numérique (ASIN) en 2022. 

## Attributions
Par la création du CNIN, le gouvernement béninois aspire à une efficacité plus manifeste dans toutes les enquêtes liées à l'utilisation des nouvelles technologies. Le Centre national d'investigations numériques est donc une structure singulière composée de compétences multiples qui reprendra à son compte les attributions de l'OCRC qui disparaît,,. De manière globale, le CNIN est responsable de la collecte et de la fourniture des preuves numériques dans les enquêtes judiciaires et sur la base des plaintes des personnes physiques et morales. Le CNIN collabore avec la Police Nationale et les institutions judiciaires pour mener à bien les instructions. 

## Articles liés
- Agence nationale de la sécurité des systèmes d'information (Bénin)

- Ouanilo Medegan Fagla

- Agence nationale de la sécurité des systèmes d'information (Bénin)

- HackerLab Bénin